# New Design University

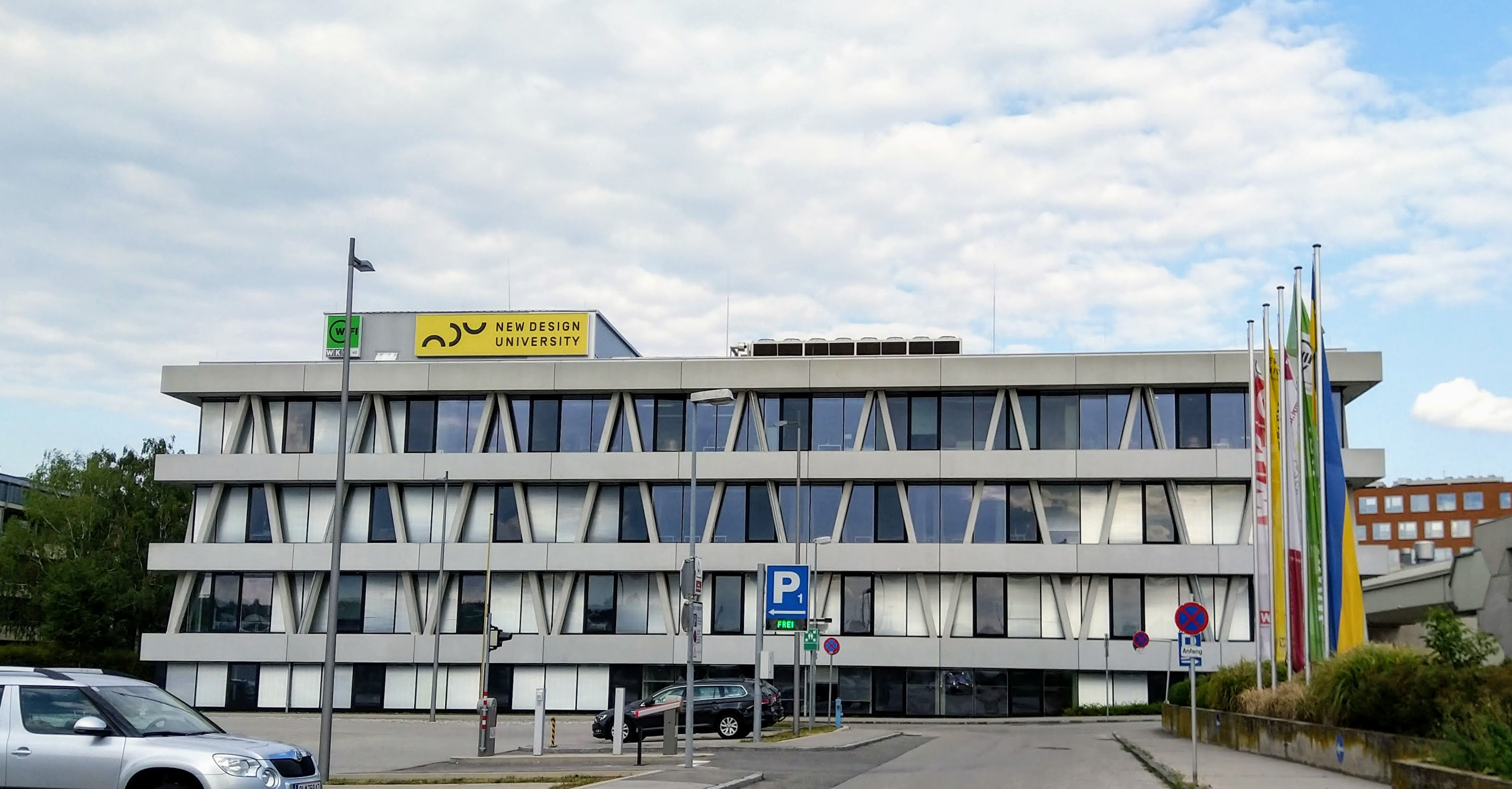
Hauptgebäude neben dem WIFI St. Pölten

Die New Design University Privatuniversität GesmbH, Eigenbezeichnung auch New Design University, kurz NDU, ist eine österreichische Privatuniversität für Gestaltung, Technik und Wirtschaft. Sie wurde 2004 von der Wirtschaftskammer Niederösterreich und ihrem Wirtschaftsförderungsinstitut (WIFI) gegründet. Die Privatuniversität bietet Bachelor- und Masterstudiengänge sowie zwei- bis dreisemestrige Lehrgänge in den Bereichen Gestaltung, Technik und Business an.